# Абба-Мари
Абба-Мари бен-Моисей Ярхи или га-Ярхи (то есть из Люнеля), также известный как дон Астрюк де Люнель (1250, Люнель — 1306), — провансальский (позже Южная Франция) раввин, вождь консервативной оппозиции против рационализма последователей Маймонида. Из-за его агитации в первые годы XIV века в Монпелье разгорелась борьба между маймонистами и антимаймонистами, волновавшая еврейское общество ещё в XIII веке.
Его сборник «Минхат Кенаот» проливает свет на идейную борьбу внутри еврейства XIII века, когда синагога, подобно церкви, пыталась противостоять (вплоть до сожжения книг) наступлению свободной мысли, но безуспешно. И только внешние бедствия, обрушившиеся на евреев Франции и Испании в XIV—XV веках, остановили в этих странах рост еврейской культуры или сделали его односторонним.

## Противник рационализма
Поселившись в Монпелье, главном центре еврейской культуры в Лангедоке, Абба-Мари озаботился тем, что вольнодумство там пустило глубокие корни: еврейская молодежь пренебрегала изучением Талмуда и раввинской письменности и ревностно предавалась изучению естественных наук и философии, с жадностью читая творения Аристотеля, Маймонида, Аверроеса и других мыслителей. В произведениях новых писателей и речах проповедников (Леви бен-Хаима из Вилльфранша, Якова Анатолио и др.) рационалистический метод применялся даже к толкованию Библии; рассказы и законы Св. Писания превращались в философские или моральные аллегории; это, по мнению ортодоксов, подрывало веру в чудеса и колебало основы исторического иудаизма. Абба-Мари, как правоверный иудей, не допускал, чтобы Аристотель, этот «искатель Бога среди язычников», был поставлен рядом с Моисеем, чтобы разум диктовал свои веления божественному откровению. Тогда он начал агитацию против сторонников свободного исследования.
Не пользуясь лично достаточным авторитетом в раввинском мире, он обратился с несколькими посланиями к духовному светилу того времени — барселонскому раввину Шломо бен-Адрету (Рашба), побуждая того предать «херему» (анафеме), всех, изучавших философию и толковавших Библию аллегорически (1303). Барселонский раввин вполне разделял опасения Абба-Мари, но посоветовал ему организовать партию «охранителей веры» на местах и с их помощью выработать план борьбы с рационалистами.
Вскоре Абба-Мари и его единомышленники выработали следующий проект: запретить, под страхом исключения из общины, всем молодым людям, не достигшим 30-летнего возраста, изучение философии и естествоведения, кроме практической медицины; только людям старшего возраста, «наполнившим ум Торой и Талмудом», дозволялось читать «посторонние» книги без ущерба для правоверия. Принципиально одобрив этот проект, Шломо бен-Адрет и его раввинская коллегия предложили представителям общины Монпелье огласить его в местных синагогах. Но когда в одной из синагог в субботний день был прочитан проект ревнителей веры (сент. 1304 г.), против него энергично протестовал лидер свободомыслящих, врач, математик и философ Яков бен-Махир ибн-Тиббон, декан медицинского факультета в Монпелье. В городе возгорелась борьба между партией Абба-Мари и партией Тиббона.
Каждая вела агитацию путем посланий к другим общинам, стараясь привлечь их на свою сторону; энергичнее действовали сторонники Абба-Мари, образовавшие большинство в общинах Аржентьера, Люнеля и Нарбонны.
Решительный перевес консерваторам дало прибытие в это время из Германии в Испанию талмудиста Ашера бен-Иехиэля, занявшего пост раввина в Толедо. С одобрения этого стража традиции и других авторитетных раввинов Шломо бен-Адрет объявил в барселонской синагоге в субботний день (июль 1305 г.) херем против всякого, кто до 25-летнего возраста будет читать на еврейском или ином языке книги по физике, метафизике или теологии, содержание которых заимствовано из греко-арабских источников; толкователи Библии в философском духе объявлены еретиками, а сочинения их — подлежащими сожжению; дозволено только изучение медицины как профессии. Формула этого «херема», подписанная Адретом и 36 раввинами и нотаблями, была разослана всем еврейским общинам Испании и Франции.
В ответ вожди свободомыслящих в Монпелье, из партии Тиббона, опубликовали контрхерем против тех, которые препятствовали молодым людям изучать естествознание или философию и тем оскорбляли память великого Маймонида. Разгорелась страстная литературная полемика, готовился крупный раскол в еврействе.
Только внешняя катастрофа отвлекла внимание еврейского общества от внутренней войны: произошло поголовное изгнание евреев из северной Франции и значительной части южной, по декрету короля Филиппа Красивого в 1306 году. Еврейская община Монпелье, центра культурной борьбы, рассеялась; Абба-Мари очутился в Арле, затем в Перпиньяне и вскоре совсем сошёл со сцены.

## Труды

### Сборник «Дань рвения»
В последние годы жизни Абба-Мари собрал и выпустил в свет всю свою переписку с раввинами и представителями общин по делу борьбы со свободомыслием. Этот сборник, под названием «Minchath Kenaoth» («Дань рвения»), распространился в многочисленных рукописных экземплярах; на начало XX века списки хранились в библиотеках Оксфорда (Бодлеяна), Парижа (Национальная библиотека Франции), Петербурга (библиотека барона Гинцбурга), Пармы и других. Напечатана книга впервые, в не полном виде, в 1838 г. (Пресбург, подготовил Бислихс).
«Сефер га-Ярхи» (Книга Ярхи)
Кроме корреспонденции, книга содержит и рассуждения Абба-Мари по религиозной философии. В трактате «Sepher ha-Jarchi» автор устанавливает три незыблемые основы иудаизма:
- 1) бытие Бога единого, бестелесного и абсолютного;
- 2) сотворение мира ex nihilo (из ничего);
- 3) провидение Божие.

Все эти принципы следует понимать в духе библейского откровения, не затемнённого вольными толкованиями аристотельянцев. Осуждая рационалистическую философию, Абба-Мари предостерегает, однако, и от поверхностного усвоения мистической теософии — каббалы. В одном из его писем обсуждается вопрос: «можно ли употреблять целебные талисманы с фигурой льва или это запрещено как идолопоклонство?».